# Misgaw Dow
Misgaw Dow (hebr.: משגב דב) – moszaw położony w samorządzie regionu Gederot, w Dystrykcie Centralnym, w Izraelu.

## Historia
Moszaw został założony w 1950 przez imigrantów z Rosji i Iraku. Został nazwany na cześć Dov Grunera, członka podziemnej żydowskiej organizacji militarnej Irgun.

## Gospodarka
Gospodarka moszawu opiera się na intensywnym rolnictwie, hodowli krów i drobiu.